# 15870 Obůrka
(15870) Obůrka, denumire internațională (15870) Oburka, este un asteroid din centura principală de asteroizi.

## Descriere
15870 Obůrka este un asteroid din centura principală de asteroizi. A fost descoperit pe 16 august 1996 la Observatorul din Ondřejov de Petr Pravec. Asteroidul prezintă o orbită caracterizată de o semiaxă mare de 2,64 ua, o excentricitate de 0,17 și o înclinație de 11,4° în raport cu ecliptica.